# Anatoli Svetovídov
Anatoli Nikoláievich Svetovídov (translitera del cirílico ruso: Анатолий Николаевич Световидов) nacido en el distrito de Stáritsa (Tver) el 21 de octubre (3 de noviembre) de 1903, fue un zoólogo ruso especializado en ictiología. 

## Trayectoria
En 1925 se graduó en la Academia Agrícola de K. A. Timiríazev (Moscú) y, a partir de 1932, trabajó en el Instituto Zoológico de la Academia de Ciencias de la URSS, especialmente en el estudio de las variaciones intraespecíficas, así como en la taxonomía de peces y en la filogenia basada en la morfología comparativa y funcional. 
También estudió la dinámica de poblaciones, el origen y la distribución geográfica de los peces, especialmente del bacalao y el arenque.
En 1953 fue nombrado miembro correspondiente de la Academia de Ciencias de la URSS. 
Fue el creador de la subfamilia de los Merlucciinae en 1948.
Falleció en Moscú el 26 de abril de 1985

## Principales obras
- Treskoobraznye. Moscova-Leningrado, 1948. (Fauna SSSR: Ryby, vol. 9, n.º 4.)
- Sel'devye (Clupeidae). Moscova-Leningrado, 1952. (Fauna SSSR: Ryby, vol. 2, n.º 1).
- Ryby Chernogo moria. Moscova-Leningrado, 1964.[1]